# Plectroglyphidodon sagmarius
Plectroglyphidodon sagmarius är en fiskart som beskrevs av Randall och Earle, 1999. Plectroglyphidodon sagmarius ingår i släktet Plectroglyphidodon och familjen Pomacentridae. Inga underarter finns listade i Catalogue of Life.